# Zawale (obwód tarnopolski)
Zawale (ukr. Завалля, Zawalla) – wieś na Ukrainie, w obwodzie tarnopolskim, w rejonie czortkowskim.
W okresie międzywojennym w miejscowości stacjonowała strażnica KOP „Zawale”.